# Station Four Oaks
Four Oaks is een spoorwegstation van National Rail in Four Oaks, Birmingham in Engeland. Het station is eigendom van Network Rail en wordt beheerd door West Midland Trains. Het station is geopend in 1884.